# Dieter Cansier
Dieter Cansier (* 9. Februar 1941 in Hamburg) ist ein deutscher Ökonom.

## Leben
Cansier studierte Volkswirtschaftslehre (Diplom-Volkswirt 1966) an der Universität Hamburg und wurde 1970 mit der Dissertation Steuerpolitische Ansatzpunkte der Anbieterinflationsbekämpfung bei Werner Ehrlicher zum Dr. rer. pol. promoviert. Die Arbeit wurde durch die Wissenschaftliche Gesellschaft Freiburg im Breisgau ausgezeichnet. Von 1970 bis 1972 war er wissenschaftlicher Assistent an der Universität Hamburg, 1972 ging er dann mit seinem akademischen Lehrer Werner Ehrlicher an das Institut für Finanzwissenschaft der Universität Freiburg im Breisgau. Dort habilitierte er sich später. 1977/78 wurde er Professor für Volkswirtschaftslehre, insbesondere Finanzwissenschaft und Umweltpolitik an der Eberhard-Karls-Universität Tübingen. Mittlerweile ist er emeritiert.

## Schriften (Auswahl)
- Steuerpolitische Ansatzpunkte der Anbieterinflationsbekämpfung (= Volkswirtschaftliche Schriften. H. 157). Duncker und Humblot, Berlin 1971, ISBN 3-428-02431-1.
- mit Dietmar Kath (Hrsg.): Öffentliche Finanzen, Kredit und Kapital. Festschrift für Werner Ehrlicher zur Vollendung des 65. Lebensjahres. Duncker und Humblot, Berlin 1985, ISBN 3-428-05737-6.
- Ökonomische Grundprobleme der Umweltpolitik (= Beiträge zur Umweltgestaltung. 43). E. Schmidt, Berlin 1975, ISBN 3-503-01426-8.
- Besteuerung von Rohstoffrenten. Duncker und Humblot, Berlin 1987, ISBN 3-428-06211-6.
- Bekämpfung des Treibhauseffektes aus ökonomischer Sicht. Ergebnisse des Ladenburger Kollegs "Umweltstaat" der Gottlieb-Daimler-und-Karl-Benz-Stiftung (= Studien zum Umweltstaat). Springer, Berlin u. a. 1991, ISBN 3-540-54153-5.
- Umweltökonomie (= UTB. 1749). G. Fischer (UTB), Stuttgart u. a. 1993, ISBN 3-8252-1749-3.
- mit Stefan Bayer: Einführung in die Finanzwissenschaft. Grundfunktionen des Fiskus. Oldenbourg, München u. a. 2003, ISBN 3-486-27288-8.
- mit Erik Dworog, Sabine Kirsch (Hrsg.): Herausforderung Umwelt. Wissenschaftliche Zielkonzeptionen und ihre Umsetzung. Dokumentation einer Vortragsreihe im Wintersemester 2001/02 an der Universität Tübingen, organisiert von der Grünen Hochschulgruppe Tübingen (= Ökologie und Wirtschaftsforschung. Bd. 47). Metropolis-Verlag, Marburg 2003, ISBN 3-89518-423-3.
- Finanzwissenschaftliche Steuerlehre. Mit 14 Tabellen (= UTB. 2563). Lucius und Lucius (UTB), Stuttgart 2004 ISBN 3-8252-2563-1.